# Samuel Talén
Samuel Talén, född 1646 i Vadstena församling, Östergötlands län, död februari 1702 i Västra Husby församling, Östergötlands län, var en svensk präst.

## Biografi
Samuel Talén föddes 1646 i Vadstena. Han var son till en rektor. Talén prästvigdes 2 juni 1671 som gymnasist och blev 1672 komminister i S:t Lars församling, Linköping. Han blev 1681 komminister i Linköpings församling och 1690 kyrkoherde i Västra Husby församling. Talén avled 1702 i Västra Husby socken och begravdes 1 april samma år.

### Familj
Talén gifte sig 1672 med Barbro Christina Galle (död 1706), dotter till en kornetten Galle och Sybylla Regina Wälser (1612–1694). De fick tillsammans barnen Catharina Talén (1673–1702) som var gift med rådmannen Gustaf Björkegren i Norrköping, Petrus Talén (1675–1676) och Maria Talén som var gift med kyrkoherden Johannes Regnerus i Mjölby församling.